# Маурисио Исла
Маурисио Анибал Исла Исла (шп. Mauricio Aníbal Isla Isla; 12. јун 1988) професионални је чилеански фудбалер који наступа за Индепендијенте. Поред позиције десног бека, која му је примарна, може да игра и у везном реду.

## Успеси

### Клупски
Јувентус
- Серија А: 2012/13, 2013/14.
- Суперкуп Италије: 2012, 2013, 2015.

Фламенго
- Серија А: 2020.

### Репрезентативни
Чиле
- Копа Америка: 2015, 2016.

### Индивидуални
- Тим турнира Копа Америка: 2016.[4]
- Бола де Прата: 2020.[5]